# Félix Ansermet
Félix Ansermet (ur. 24 stycznia 1936 w Vesin) – szwajcarski piłkarz występujący na pozycji bramkarza.

## Kariera klubowa
Ansermet rozpoczął zawodową karierę w sezonie 1955/1956 w drużynie FC Fribourg. W lidze szwajcarskiej zadebiutował 23 października 1955 w przegranym 0:3 pojedynku z FC Schaffhausen. Na koniec debiutanckiego sezonu zajął z zespołem 14. miejsce w lidze i spadł z nim do drugiej ligi. Tam barwy Fribourga reprezentował przez trzy sezony.
W 1959 roku przeszedł do pierwszoligowego BSC Young Boys i już w sezonie 1959/1960 zdobył z nim mistrzostwo Szwajcarii. Zawodnikiem Young Boys pozostał do końca kariery w 1970 roku, wywalczając z nim w tym czasie dwa wicemistrzostwa Szwajcarii (1961, 1965).
W lidze szwajcarskiej rozegrał 152 spotkania.

## Kariera reprezentacyjna
W reprezentacji Szwajcarii zadebiutował 11 listopada 1962 w przegranym 1:3 meczu el. do Euro 1964 z Holandią. W drużynie narodowej rozegrał dwa spotkania, oba w 1962 roku.